# Илия Гунчев
Илия Атанасов Гунчев е български инженер и политик от БКП, заслужил деятел на техниката.

## Биография
Роден е на 24 декември 1935 г. в София. Завършва ВМЕИ София със специалност „авиационна и ракетна техника“. Още като студент е секретар на комсомолското дружество и член на факултетното бюро на ДКМС.
През 1959 г. започва работа във Вазовските машиностроителни заводи-Сопот (ВМЗ-Сопот). В завода достига до главен технолог и ОТК на предприятието. От 1962 г. е главен инженер на предприятието. Известно време е заместник генерален директор по техническите въпроси и капиталното строителство на ДСО „Металхим“, а от 1975 до 1997 г. оглавява стопанското обединение. Ръководи Центъра за научноизследователска и развойна дейност.. Член е на Окръжния комитет на БКП в Пловдив. Две години е начело и на ВМЗ-Сопот (1995 – 1997). Като директор на ДСО „Металхим“ под негово ръководство е почти цялата военна промишленост на България (28 машиностроителни комбината с персонал от 136 хил. души).
От 1981 до 1986 г. е член на ЦК на БКП. Умира на 11 август 2016 г. в Панагюрище. Награждаван е с орден „Георги Димитров“.